# Xelís de Toro
Xelís de Toro (Santiago de Compostela, 1962) es un escritor español, licenciado en Filología Gallega. Fue lector de gallego en las universidades de Birmingham (1991-93) y Oxford (1993-1997). En 1990 fundó con Francisco Macías la Editorial Positivas.
Entre a su obra narrativa destaca Non hai misericordia (No hay misericordia, 1990), premio Ciudad de Lugo, Terminal (1994) e Os saltimbanquis no paraíso (Los saltimbanquis en el paraíso, 2000). Publicó numerosos títulos de literatura infantil. Actualmente es colaborador de Vieiros y vive en Inglaterra, trabajando como freelance.
Su hermano Suso de Toro también es escritor.
- Datos: Q3397308